# Abdullah Al-Khaibari
Abdullah Al-Khaibari (ur. 16 sierpnia 1996 w Rijadzie) – saudyjski piłkarz grający na pozycji pomocnika w Al-Nassr oraz reprezentacji Arabii Saudyjskiej.

## Kariera klubowa
W 2017 dołączył do seniorskiego zespołu Asz-Szabab Rijad, z którego w 2019 przeszedł do Al-Nassr.